# Piazzole
Piazzole (korsisch E Piazzole) ist eine Gemeinde in der Castagniccia auf der französischen Mittelmeerinsel Korsika. Sie gehört zum Département Haute-Corse, zum Arrondissement Corte und zum Kanton Castagniccia. Der Dorfkern befindet sich auf 450 Metern über dem Meeresspiegel. Nachbargemeinden sind San-Damiano und San-Gavino-d’Ampugnani im Nordosten, Velone-Orneto im Südosten, Monacia-d’Orezza im Süden, Rapaggio und Stazzona im Südwesten, Piedicroce, Verdèse und Polveroso im Westen sowie Croce und Ficaja im Nordwesten.

## Bevölkerungsentwicklung
| Jahr      | 1962 | 1968 | 1975 | 1982 | 1990 | 1999 | 2008 | 2016 |
| --------- | ---- | ---- | ---- | ---- | ---- | ---- | ---- | ---- |
| Einwohner | 81   | 47   | 39   | 37   | 31   | 43   | 44   | 42   |

## Sehenswürdigkeiten
- Verkündigungskirche (Église de l'Annonciation) aus dem Jahr 1774, Monument historique